# 5 Dywizja Górska (III Rzesza)
5 Dywizja Górska (5. Gebirgs-Division) – dywizja górska Wehrmachtu.

## Formowanie Dywizji
5 Dywizja Górska sformowana została jesienią 1940 r. w okolicach Salzburga, z połączenia 100 pułku strzelców górskich (Gebirgsjäger Regiment – GJR) wyłączonego ze składu 1 Dywizji Górskiej oraz 85 pułku piechoty z przeznaczonej do motoryzacji 10 Dywizji Piechoty. Większość żołnierzy w niej służących żołnierzy pochodziła z Austrii, a dywizja czerpała tradycje z utworzonego podczas I wojny światowej „Alpenkorps”.

## Szlak bojowy
W lutym 1941 r. 5 Dywizja Górska w składzie XVIII Korpusu Górskiego dyslokowana została do południowej Rumunii, a w marcu 1941 r., po dołączeniu Bułgarii do „Paktu trzech”, przeszła do Bułgarii celem wzięcia udziału w niemieckiej inwazji na Grecję.

### Fall Marita
6 kwietnia 1941 r. rozpoczął się Fall Marita – niemiecki atak na Jugosławię i Grecję. 5 Dywizja Górska skierowana została do ataku na umocnioną grecką Linię Metaxasa, osłaniającą od północy Saloniki. Jednostki XVIII Korpusu Górskiego kosztem dużych strat przełamały grecką obronę i w dniu 9 kwietnia 1941 r. wraz z niemiecką 2 Dywizją Pancerną zajęły Saloniki, zmuszając grecką armię „Wschodnia Macedonia” do kapitulacji.
W kolejnych dniach 5 Dywizja Górska ścigała wycofujących się Greków oraz wspierający ich Brytyjski Korpus Ekspedycyjny na południe, aż do zajęcia Aten 27 kwietnia 1941 r.

### Fall Merkur

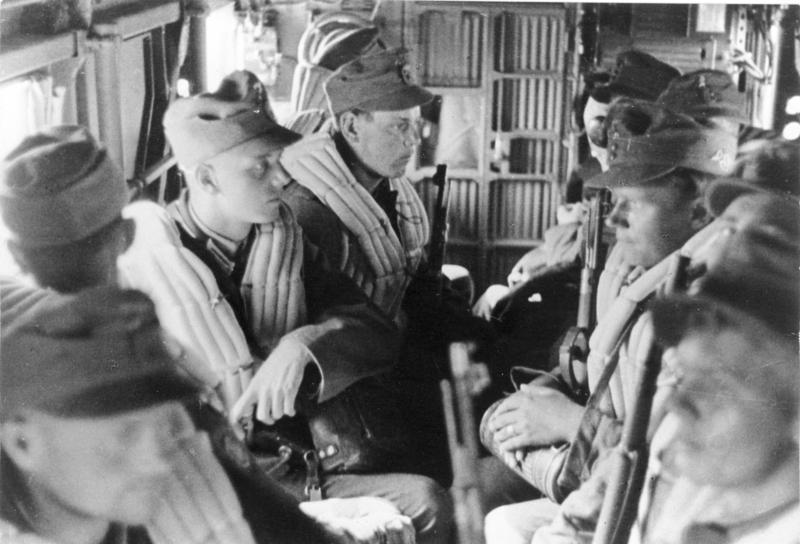
Strzelcy górscy 5 Dywizji w trakcie przerzucania transportem lotniczym na zdobyte przez spadochroniarzy lotnisko na Krecie

W kwietniu 1941 r. wzmocniona o 141 GJR z 6 Dywizji Górskiej 5 Dywizja Górska została włączona w skład XI Korpusu Lotniczego (powietrznodesantowego) w miejsce znajdującej się w Rumunii 22 Dywizji Powietrznodesantowej, celem wzięcia udziału w Operacji Merkury – niemieckiego desantu na śródziemnomorską wyspę Kretę. 5 Dywizja Górska wybrana została do tej operacji ze względu na górzysty teren wyspy, wymagający wykorzystania specjalistycznego sprzętu i szkolenia górskiego. Dywizja miała zostać przerzucona z kontynentalnej Grecji do zdobytych atakiem spadochroniarzy i piechoty powietrznej portów drogą morską (II/85 GJR, III/100 GJR wraz z ciężkim sprzętem i pojazdami) lub samolotami transportowymi na zdobyte lotniska, a następnie przeprowadzić ofensywę celem zajęcia całej wyspy.
Operacja rozpoczęła się 20 maja 1941 r. Nieuzbrojone statki wiozące żołnierzy Dywizji zostały zatopione lub zmuszone do odwrotu przez Royal Navy w nocy z 21 na 22 maja. 21 maja rozpoczęło się przerzucanie 5 Dywizji Górskiej drogą lotniczą na jedyne zdobyte przez wojska powietrznodesantowe lotnisko na Krecie – w Maleme. Do 22 maja na Krecie znalazły się cztery bataliony 85 i 100 GJR, a dowódca dywizji, gen. Julius Ringel objął dowództwo nad wszystkimi niemieckimi wojskami desantowanymi na wyspie.
Pododdziały 5 Dywizji Górskiej zmusiły do wycofania się aliancką artylerię ostrzeliwującą rejon lotniska w Maleme i kontynuowały pościg za wycofującymi się z Maleme Aliantami. 24 maja 1941 r. strzelcy górscy wywalczyli połączenie lotniska z okrążonymi w rejonie Chanii pododdziałami 7 Dywizji Lotniczej (spadochronowej), dzięki czemu spadochroniarze uzyskali możliwość uzupełnienia zapasów dostarczanych przez lotnisko w Maleme. 25 maja, po przetransportowaniu do Maleme 141 GJR Niemcy przeprowadzili decydującą ofensywę, która doprowadziła do całkowitego rozbicia wojsk alianckich broniących Chanii i Sudy. W rezultacie tej klęski Alianci wycofali się z Krety, a pozostałe na wyspie oddziały skapitulowały 2 czerwca 1941 r. Zasługi w kampanii śródziemnomorskiej przyniosły Juliusowi Ringelowi awans na stopień Generalleutnant i Krzyż Rycerski.
W czasie walk na Krecie żołnierze 5 Dywizji Górskiej dopuścili się licznych zbrodni na ludności cywilnej. Między innymi 24 maja w miasteczku Kastelli-Kisamos pionierzy górscy rozstrzelali na rynku około 200 zakładników. Z kolei 3 czerwca strzelcy górscy doszczętnie spalili wieś Kandanos, mordując 180 mieszkańców (w większości starców i kobiety).

### Front wschodni

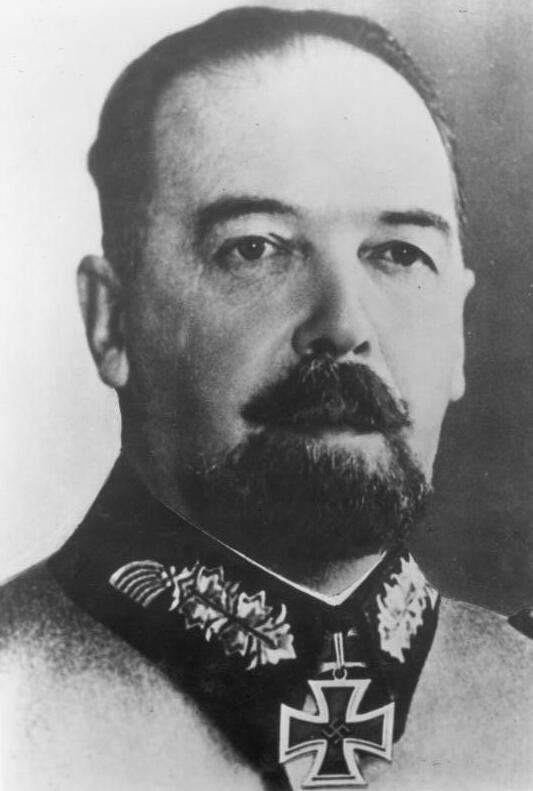
Gen. J. Ringel, pierwszy dowódca dywizji

Po zakończeniu bitwy o Kretę 5 Dywizja Górska została skierowana do Niemiec celem odpoczynku i reorganizacji. W marcu 1942 r. dywizja w składzie XVIII Korpusu Grupy Armii Północ trafiła w rejon Leningradu, w przeddzień radzieckiej ofensywy zmierzającej do zniesienia blokady miasta. Po odparciu ofensywy strzelcy górscy uczestniczyli w pościgu za rozbitymi wojskami radzieckimi.
19 sierpnia 1942 r. ciężkie walki zostały wznowione, 5 Dywizja Górska do 20 września 1942 r. ścierała się z radziecką 3 Dywizją Gwardyjską w okolicach Siniawy, gdzie obydwie strony poniosły ciężkie straty. W 1943 r. 5 Dywizja Górska kierowana była na zagrożone odcinki frontu w rejonie Leningradu. 13 stycznia 1943 r. przy dwudziestostopniowym mrozie kontratakowała przeciwko radzieckiej 45 Dywizji Gwardyjskiej przełamującej niemieckie umocnienia, a następnie utrzymywała do 18 stycznia 1943 r. kluczowe Wzgórza Sieniawy. Gdy ofensywa radziecka wygasła 30 stycznia 5 Dywizja Górska poniosła ciężkie straty w wielotygodniowych walkach pozycyjnych. Latem 1943 r. 5 Dywizja Górska broniła linii kolejowej Mga-Wołkow w czasie kolejnej ofensywy radzieckiej, czasowo powstrzymując postępy Armii Czerwonej. 15 września 1943 r. została zaatakowana przez trzy radzieckie dywizje piechoty i zmuszona do odwrotu. Zaciekła obrona niemiecka wyczerpała jednak na tyle atakujących Rosjan, że pomimo zdobycia Wzgórz Sieniawy trzy dni później Armia Czerwona przeszła do obrony. Za wzorową postawę w trakcie 20-miesięcznych walk na Froncie Wschodnim generał Ringel został odznaczony Liśćmi Dębu.

### Front włoski
W grudniu 1943 r. 5 Dywizja Górska została dyslokowana do Włoch w ramach XIV Korpusu Pancernego niemieckiej 10 Armii i zajęła pozycje na Linii Gustawa wzdłuż rzeki Rapido w rejonie Cassino. 26 grudnia 1943 r. zaczęła odpierać ataki Francuskiego Korpusu Ekspedycyjnego. Dywizja poniosła znaczne straty i zmuszona została do wycofania się w rejon Monte Cassino, gdzie do 4 lutego 1944 r. uczestniczyła w odpieraniu pierwszego ataku alianckiego na tę pozycję. 10 lutego 1944 r. dowódca dywizji Julius Ringel został awansowany na stopień General der Gebirgstrüppen i skierowany na stanowisko dowódcy LXIX korpusu Górskiego. W dywizji zastąpił go pułkownik (Oberst) Max Schrank, 25 maja 1944 r. awansowany na generała (Generalmajor).  W walkach pozycyjnych w rejonie Cassino 5 Dywizja Górska poniosła 80% straty i została skierowana do odwodu w skład LI Korpusu Górskiego. Podczas czwartej bitwy o Cassino pododdziały Dywizji walczyły z wojskami polskimi i brytyjskimi, zadając im poważne straty. Przełamanie niemieckiej obrony przez II Korpus Polski i okrążenie jej przez amerykański desant zmusiło Niemców do wycofania się na północ 25 maja 1944 r.
W czerwcu 1944 r. niedobitki Dywizji opóźniały aliancki pościg w kierunku Linii Gotów, którą zajęły pod koniec miesiąca. Grupa bojowa z 5 Dywizji Górskiej odpierała ataki brytyjskiej 6 Dywizji Pancernej i hinduskiej 4 Dywizji Piechoty, zatrzymując postęp wojsk alianckich w swym rejonie aż do września 1944 r. Po przełamaniu Linii Gotów we wrześniu 1944 r. 100 GJR w oderwaniu od reszty dywizji bronił przez 10 dni przełęczy Gemmano przed przeważającymi siłami brytyjskich 46 i 56 Dywizji Piechoty oraz 8 pułkiem czołgów. Pięciu żołnierzy pułku odznaczonych zostało po bitwie Krzyżami Rycerskimi.
Jesienią i zimą 1944 r. 5 Dywizja Górska skierowana została w Alpy Zachodnie w składzie LXXV Korpusu celem zabezpieczenia przełączy przed atakami wojsk francuskich i włoskich partyzantów.

### Kapitulacja
W kwietniu 1945 r. 5 Dywizja Górska skierowana została na tyły, gdzie 2 maja 1945 r. poddała się Amerykanom.

## Dowódcy dywizji
- General der Gebirgstruppen Julius Ringel (1 listopada 1940 – 10 lutego 1944)
- Generalleutnant Max Schrank (10 lutego 1944 – 18 stycznia 1945)
- Generalmajor Hans Steets (18 stycznia 1945 – 8 maja 1945)[3]

## Skład dywizji w 1941 roku
- 85 pułk strzelców górskich
- 100 pułk strzelców górskich
- 95 pułk artylerii górskiej
- 95 Górski batalion rozpoznawczy
- 95 Górski batalion przeciwpancerny
- 95 batalion pionierów górskich
- jednostki dodatkowe (batalion uzupełnień, łączności, zaopatrzenia)[1]